# Joelia Lipnitskaja
Joelia Vjatsjeslavovna Lipnitskaja (Russisch: Ю́лия Вячесла́вовна Липни́цкая; Jekaterinenburg, 5 juni 1998) is een Russisch voormalig kunstschaatsster.
In 2012 werd ze wereldkampioene bij de junioren. In 2014 werd ze Europees kampioene en op de Olympische Winterspelen in Sotsji werd ze olympisch kampioene in de landenwedstrijd. Ze besloot in april 2017 haar kunstschaatscarrière te beëindigen, kort nadat ze een behandeling tegen anorexia had ondergaan.

## Belangrijke resultaten
| Kampioenschap            | 09/10 | 10/11 | 11/12  | 12/13  | 13/14       | 14/15 | 15/16 | 16/17  |
| ------------------------ | ----- | ----- | ------ | ------ | ----------- | ----- | ----- | ------ |
| Olympische Spelen        |       |       |        |        | 5e · (team) |       |       |        |
| Wereldkampioenschap      |       |       |        |        | Zilver      |       |       |        |
| Europees kampioenschap   |       |       |        |        | Goud        |       |       |        |
| Grand Prix-finale        |       |       |        | t.z.t. | Zilver      | 5e    |       |        |
| Nationaal kampioenschap  |       | 4e    | Zilver | t.z.t. | Zilver      | 9e    | 7e    | t.z.t. |
| WK junioren              |       |       | Goud   | Zilver |             |       |       |        |
| Junior Grand Prix-finale |       |       | Goud   |        |             |       |       |        |
| NK junioren              | 5e    | tzt   | Goud   | 5e     |             |       |       |        |

2014: Pljoesjtsjenko, Lipnitskaja, Volosozjar/Trankov, Stolbova/Klimov, Bobrova/Solovjov, Ilinych/Katsalapov ·
2018: Chan, Osmond, Daleman, Duhamel/Radford, Virtue/Moir ·
2022: Chen, Zhou, Chen, Knierim/Frazier, Hubbell/Donohue, Chock/Bates